# گای دوسو
گای دوسو (انگلیسی: Guy Dussaud؛ زادهٔ ۸ دسامبر ۱۹۵۵) بازیکن فوتبال اهل فرانسه است.
از باشگاه‌هایی که در آن بازی کرده‌است می‌توان به باشگاه فوتبال نیم المپیک اشاره کرد.